# Juan Carlos Zabala
Juan Carlos Zabala (1911. október 11. – Buenos Aires, 1983. január 24.) olimpiai bajnok argentin atléta, maratoni futó.

## Pályafutása
Juan Carlos több különböző sportágban jeleskedett, mielőtt áttért volna a hosszútávfutásra. Baseballozott, úszott, valamint labdarúgóként is tevékenykedett, azelőtt, hogy 1927-ben megismerte későbbi edzőjét, Alexander Stirlinget.
1931 októberében futotta élete első maratonját, a Kassai Békemaratont, amit meg is nyert. Tíz nappal később új világrekordot (1:42:30,4) állított fel 30 kilométeren.
1932-ben vett részt első alkalommal az olimpiai játékokon. Los Angeles-ben új olimpiai rekorddal lett aranyérmes. Négy évvel később, Berlinben a maraton mellett, a 10 000 méteres síkfutás számában is indult. Juan nem tudta megvédeni címét a maratonon. A 33. kilométerig az élen állt, amikor is egy nagyobb csoport utolérte; ekkor feladta a versenyt. 10 000 méteren hatodik lett.
1983-ban, 71 évesen hunyt el.

## Egyéni legjobbjai
- 10 000 méteres síkfutás - 30:56,2 (1936)
- Maratoni futás - 2.31:36 (1932)